# Maria Turzyma
Maria Turzyma, właśc. Maria Wiśniewska z domu Głowacka (ur. ok. 1860 w Krakowie, zm. 23 sierpnia 1922 w Trzęsówce) – działaczka na rzecz praw kobiet, pisarka, publicystka.

## Życiorys
Działała szczególnie na rzecz dopuszczenia kobiet do edukacji uniwersyteckiej oraz praw wyborczych dla kobiet. Współpracowała z Marią Siedlecką i Kazimierą Bujwidową. W latach 1902–1905 wydawała w Krakowie pismo „Nowe Słowo”, poświęcone kwestii emancypacji kobiet. W 1904 założyła Stowarzyszenie Związek Kobiet i została jego przewodniczącą. Od 1907 prowadziła pensjonat w Zakopanem, a w 1911 przeniosła się do Lwowa.  
Podczas I wojny światowej służyła jako kurierka w Legionach, działała w POW oraz działała w krakowskim kole Ligi Kobiet Galicji i Śląska.
Była autorką zbioru nowel Nadbrzeżne Fale (1899), oraz licznych tekstów publicystycznych, m.in. Handel kobietami i Potrójne więzy kobiety, w którym podnosiła problem zależności ekonomicznej kobiet od mężczyzn. Publikowała w „Kurierze Codziennym”, „Krytyce”, „Prawdzie”. 
Była żoną Feliksa Wiśniewskiego (1845–1919), powstańca styczniowego, matką Heleny Zakrzewskiej, pisarki, i Marii Wiśniewskiej (1879–1894). 
Zmarła w Trzęsówce k. Kolbuszowej, pochowana na cmentarzu Rakowickim w Krakowie (kwatera BB-wsch-po prawej Nowosielskich). 